# サンテウザーニオ・デル・サングロ
サンテウザーニオ・デル・サングロ（イタリア語: Sant'Eusanio del Sangro）は、イタリア共和国アブルッツォ州キエーティ県にある、人口約2,500人の基礎自治体（コムーネ）。

## 地理

### 位置・広がり

#### 隣接コムーネ
隣接するコムーネは以下の通り。
- アルティーノ
- アテッサ
- カーゾリ
- カステル・フレンターノ
- グアルディアグレーレ
- ランチャーノ

## 行政

### 分離集落
サンテウザーニオ・デル・サングロには、以下の分離集落（フラツィオーネ）がある。
- Brecciaio, Candeloro, Castellata Forestieri, Castellata Tori, Castello, Cotti, Fonte Paduli, Passoterrato, Piana delle Mele, Santa Lucia, Saponelli, Villa Rosato